# John Carver (Fußballspieler)
John William Carver (* 16. Januar 1965 in Newcastle upon Tyne) ist ein ehemaliger englischer Fußballspieler und heutiger -trainer.

## Karriere

### Spieler
John Carver wurde in Newcastle upon Tyne geboren. Er begann seine Karriere in der Juniorenmannschaft von Newcastle United, bis er im Januar 1983 beim selben Verein einen Profivertrag. Mangels eines Aufstiegs in die Premier League verließ er den Verein 1985.
Carver spielte dann eine Saison bei Cardiff City, wo er in dreizehn Partien eingesetzt wurde. Im Alter von 20 Jahren beendete allerdings eine Oberschenkelverletzung seine Karriere. Allerdings von 1987 bis 1990 noch auf halb-professioneller Ebene beim FC Gateshead. Zeitgleich begann er, als Trainer zu arbeiten.

### Trainer

#### Newcastle United, Leeds United und Luton Town
Zwischen 1999 und 2004 war Carver als Co-Trainer von Bobby Robson bei Newcastle United aktiv. Nach Robson Entlassung im August 2004 wurde er für wenige Wochen Trainer der Mannschaft, ehe Graeme Souness ihm nachfolgte. Ab Juli 2005 war er im Trainerteam von Leeds United tätig, bevor er im Mai 2006 zunächst Co-Trainer wurde und Mitte September desselben Jahres Interimstrainer. Carver feierte zwar direkt in seinem ersten Spiel einen 3:2-Sieg über Birmingham City, doch anschließend verlor er mehrere Spiele, sodass er Mitte Oktober nach nur gut einem Monat von Dennis Wise und Gus Poyet als Trainer abgelöst wurde. Anschließend arbeitete er unter der Leitung von Kevin Blackwell in dessen Trainerstab bei Luton Town, ehe Carber in Folge von finanziellen Schwierigkeiten seitens des Vereins entlassen wurde.

#### Toronto FC
Im Februar 2008 wurde Carver Cheftrainer von dem in der Major League Soccer spielenden Verein Toronto FC. Paul Winsper, ein alter Bekannter von Carver aus dessen Zeit bei Newcastle United, wurde im Januar 2009 als Kraft- und Konditionstrainer angestellt. Im April 2009 musste Carver 750 Dollar Strafe zahlen, als er bei der 2:3-Niederlage seines Vereins gegen den FC Dallas die Leistung der Schiedsrichter offen kritisierte. Nachdem er bereits im nächsten Spiel nicht mehr anwesend, trat er am 25. April 2009 von seinem Posten zurück.

#### Plymouth Argyle und Sheffield United
Im Dezember 2009 wurde Carver Co-Trainer von Paul Mariner bei Plymouth Argyle. Am 14. Januar 2010 bekam er ein Jobangebot für einen Posten im Trainerstab von Brian Laws, doch er lehnte wegen der Loaylität gegenüber Mariner und dem Club ab.
Im August 2010 wurde Carver Co-Trainer von Gary Speed bei Sheffield United ernannt. Nachdem Speed Sheffield United zugunsten des Postens des walisischen Nationaltrainers verlie, wurde Carver zum Interimstrainer ernannt. Er verließ den Club am 30. Dezember 2010, nachdem Micky Adams zum Trainer ernannt wurde.

#### Rückkehr zu Newcastle United
Am 18. Januar 2011 kündigte Newcastle United an, dass Carver probeweise als Co-Trainer von Alan Pardew mindestens bis zum Saisonende arbeiten würde, doch Carvers Engagement wurde anschließend mit einem Vertrag über 5½ Jahre verlängert. Am 17. März 2013 wurde Carver während eines Spiels gegen Wigan Athletic in der Halbzeit von den Schiedsrichtern auf die Tribüne geschickt. Grund dafür war seine Reaktion auf das Foul des gegnerischen Spielers Callum McManaman aus Newcastles Massadio Haïdara. Haidara wurde verletzt, aber McManaman bekam keine Strafe. Carver musste 1.000 £ als Strafe zahlen und wurde verwarnt.
Wegen Pardews Interesse an einem Job bei Crystal Palace F.C. wurde Carver zusammen mit Steve Stone als Co-Trainer Ende 2014 Interimstrainer des Vereins. Am 26. Januar 2015 wurde bestätigt, dass Carver bis zum Ende der Saison 2014/15 zum Cheftrainer ernannt worden war. Fünf Tage später, am 21. Januar, gewann er gegen Hull City sein erstes Spiel. Dennoch verlor er bis Anfang Mai acht Partien, was für Newcastle einen neuen Rekord darstellte. Carver selbst war der Meinung, er sei „der beste Trainer in der Premier League“. Er meinte später, dass seine Worte von den Medien aus dem Zusammenhang gerissen wurden. Am letzten Tag der Saison schlug Newcastle West Ham United 2:0, was den Verein vor dem Abstieg rettete. Am 9. Juni 2015 wurde Carvers Vertrag aufgelöst; der Verein kündigte sogleich Steve McClaren als Nachfolger an.

### Engagements auf Zypern und bei West Bromwich Albion
Ab Juni 2016 war Carver Trainer von Omonia Nikosia aus Zypern. In dieser Funktion blieb er bis Februar 2017. Im November desselben Jahres folgte er Alan Pardew als Co-Trainer zu West Bromwich Albion. Den Posten behielt er bis April 2018. 

### Schottland und Lechia Gdańsk
Seit September 2020 ist er Co-Trainer von Steve Clarke bei der schottischen Nationalmannschaft Zusätzlich übernahm er am 30. November 2024 den Trainerposten beim polnischen Erstligisten Lechia Gdańsk.